# Hana-bi (album)
Hana-bi – album ze ścieżką dźwiękową ilustrującą film pod tym samym tytułem (reż. Takeshi Kitano), autorstwa japońskiego kompozytora, Joe Hisaishiego. Album zawiera spokojną, nastrojową muzykę orkiestrową, z charakterystycznym, zapadającym w pamięć motywem przewodnim.

## Lista utworów
1. "Hana-bi" – 03:45
2. "Angel" – 02:44
3. "Sea of Blue" – 03:32
4. "...and Alone" – 02:32
5. "Ever Love" – 02:18
6. "Painters" – 05:59
7. "Smile and Smile" – 02:58
8. "Heaven's Gate" – 05:01
9. "Tenderness" – 02:34
10. "Thank You... for Everything" – 07:13
11. "Hana-Bi" (Reprise) - 03:42